# Jacob Bryson
Jacob Bryson, född 18 november 1997, är en kanadensisk professionell ishockeyback som spelar för Buffalo Sabres i National Hockey League (NHL).
Han har tidigare spelat för Rochester Americans i American Hockey League (AHL); Providence Friars i National Collegiate Athletic Association (NCAA) samt Omaha Lancers i United States Hockey League (USHL).
Bryson draftades av Buffalo Sabres i fjärde rundan i 2017 års draft som 99:e spelare totalt.

## Statistik
| 2012–2013   | London Jr. Knights Gold | AH          | 29  | 3  | 17 | 20 | 4  | 16 | 1 | 4 | 5 | 4 |
| 2013–2014   | London Jr. Knights      | AH          | 32  | 3  | 19 | 22 | 2  | 16 | 1 | 3 | 4 | 6 |
|             | London Jr. Knights      |             | 82  | 5  | 38 | 43 | 10 | —  | — | — | — | — |
| 2014–2015   | Loomis Chaffee Pelicans |             | 27  | 5  | 10 | 15 | —  | —  | — | — | — | — |
|             | NV River Rats           |             | 14  | 3  | 9  | 12 | 2  | —  | — | — | — | — |
| 2015–2016   | Omaha Lancers           | USHL        | 56  | 3  | 28 | 31 | 36 | —  | — | — | — | — |
| 2016–2017   | Providence Friars       | NCAA        | 39  | 3  | 17 | 20 | 12 | —  | — | — | — | — |
| 2017–2018   | Providence Friars       | NCAA        | 40  | 4  | 21 | 25 | 18 | —  | — | — | — | — |
| 2018–2019   | Providence Friars       | NCAA        | 42  | 4  | 24 | 28 | 8  | —  | — | — | — | — |
| 2019–2020   | Rochester Americans     | AHL         | 61  | 4  | 23 | 27 | 34 | —  | — | — | — | — |
| 2020–2021   | Buffalo Sabres          | NHL         | 38  | 1  | 8  | 9  | 12 | —  | — | — | — | — |
|             | Rochester Americans     | AHL         | 5   | 0  | 3  | 3  | 2  | —  | — | — | — | — |
| 2021–2022   | Buffalo Sabres          | NHL         | 73  | 1  | 9  | 10 | 12 | —  | — | — | — | — |
| 2022–2023   | Buffalo Sabres          | NHL         | 59  | 1  | 8  | 9  | 8  | —  | — | — | — | — |
| NHL totalt  | NHL totalt              | NHL totalt  | 170 | 3  | 25 | 28 | 32 | —  | — | — | — | — |
| AHL totalt  | AHL totalt              | AHL totalt  | 66  | 4  | 26 | 30 | 36 | —  | — | — | — | — |
| NCAA totalt | NCAA totalt             | NCAA totalt | 121 | 11 | 62 | 73 | 38 | —  | — | — | — | — |